# 힙합플레이야
힙합플레이야(Hiphopplaya)는 2010년 5월 기준으로 24여만 명의 회원을 가지고 있는 대한민국의 힙합 웹진 사이트이다. 김용준, 김대형, 서혜정 등 몇몇 사람이 모여 2000년 8월 18일 처음 개설되었으며, 국내외 힙합관련 소식을 전하고, 힙합 앨범을 판매하고 아티스트들을 인터뷰하는 등의 활동을 하고 있다. 실제로 많은 뮤지션들도 이 커뮤니티를 이용하여 입장, 의견을 표명하고 있다.

## 활동 목록
- 힙합 뮤지션의 소식과 인터뷰
- 힙합, R&B 외 대중 가요 앨범 판매
- 라디오 방송 '힙플라디오'
- 정기적인 힙합 공연 'Hiphopplaya Show'와 'Fresh Live'
- 뮤지션들의 홍보 및 이벤트
- 아마추어들을 위한 공간 , 컴피티션 'Open Mic'
- 이 달의 아티스트 선정
- Producer Project

### 힙플라디오
"힙플라디오"는 Hiphopplaya에서 방송했던 힙합 & R&B 전문 인터넷 라디오 방송이다. 진행은 모두 힙합 아티스트가 맡았다. 2002년 UMC의 'Power to the People'을 시작으로 방송과 휴식기를 반복하면서 네 개의 방송이 진행되었고, 2005년에는 디지, Young GM, Issac Squab, N-Son, UMC 등 5명의 DJ가 하는 5개의 방송으로 돌아와 호평을 받았다. 2007년 5월 마지막 방송을 마치고 휴식기를 가졌다가 2009년 1월부터 재개되어 다시 9개월 간 방영하였다. 2014년 1월에는 5년만에 비프리와 허클베리 피가 DJ를 맡은 힙플라디오 《수요일 밤》이 방영 시작하였다.

### 공연

#### Hiphopplaya Show
'Hiphopplaya Show'는 정기적으로 Hiphopplaya에서 주최하여 열리는 공연이다. 처음에는 힙플라디오의 MC들이 모여서 하는 공연이었으나 차츰 힙플라디오와 별개로 언더그라운드의 메이저 공연 중 하나가 되었다. 한때는 매 공연마다 신인을 무대에 올리는 Hiphopplaya's Pick 코너가 있었으나 사라졌고, 호스트는 거의 모든 공연을 Trespass가 보고 있다. 공연 장소는 처음에는 다양했으나 점차 홍대 클럽 "Catch Light"에서 대부분의 공연이 치러졌다. 29회 공연부터는 Catch Light가 문을 닫음에 따라 다른 곳에서 열리게 되었다. 1회를 제외한 모든 공연은 녹화되었으며 일부 공연은 DVD로 제작되었다. 또 현재는 곰TV에서도 서비스되고 있다. 2011년 3월 열린 얀키 스페셜 이후로 휴지기가 계속되었다가 2013년 12월 28일을 기점으로 재개되었다.

#### Fresh Live
Fresh Live는 Hiphopplaya Show보다 좀 더 소규모의 공연으로 2007년 여름부터 매주 금/토요일에 여는 것을 목표로 시작된 공연이다. 시간이 흐르면서 매주 토요일로 바뀌었다. Hiphopplaya Show보다 더 소규모이며, 2007년 11월 10일 공연을 마지막으로 끝을 맺었다. 공연장은 항상 클럽 "Catch Light"의 지하에 위치해있는 "EXT"에서 열렸었다.

### 이 달의 아티스트 선정
2006년 4월부터 매달 한 명의 아티스트를 이 달의 아티스트로 선정하고 있다. "이 달의 아티스트"로 선정된 아티스트는 홈페이지 첫 페이지에 이름과 사진이 실리며, 인터뷰가 진행되고 특별한 자료가 제공된다. 한때는 이 달의 아티스트를 주인공으로 하여 힙플쇼를 개최하기도 하였으나, 현재는 개최하지 않는다.
한편 지명도에 의해서만 선정된다는 비판을 받아들여, 2008년 7월부터 "이 달의 신인 (Rookie of the Month)"도 선정하고 있으며, 이 역시 이 달의 아티스트와 마찬가지로 선정 아티스트에 관한 여러 정보를 제공하고 있다.

### 오픈 마이크
2007년 4월 오픈된 아마추어를 위한 공간으로, 랩이나 비트메이킹을 하는 이들이 자신이 직접 만든 작품들을 이곳에 올릴 수 있도록 되어있다.
또, 정기적으로 뮤지션들이 주최하고 직접 심사하는 컴피티션이 열려 사람들이 기량을 뽐낼 수 있는 자리를 마련해주고 많은 신인들이 이 대회를 통해 이름을 알릴 기회를 열어주고 있다. 실제로 이 대회를 통해 이름을 알린 뮤지션들이 상당수 있어 항상 주목을 받고 있다.

## 힙합플레이야 어워드
힙합플레이야는 2008년을 제외하고 2001년부터 2012년까지 꾸준히 투표로 한 해의 한국 힙합 전체를 대상으로 하는 어워드(시상식)를 벌여왔다. 일반적으로 한 해의 말에 올해의 앨범, 올해의 신인 앨범, 올해의 싱글 트랙, 올해의 프로듀서, 올해의 피쳐링 아티스트, 올해의 뮤직비디오 등의 부문에서 회원들로부터 후보 추천을 받기 시작하여 일정한 투표 기간을 거친 후, 다음 해 초에 결과를 발표하는 식으로 진행하고 있다.

## 비판
Hiphopplaya의 커뮤니티는 그 특유의 방임적 운영과 중복 가입의 가능 때문에 다른 이들에게서 비판의 대상이 되어왔다. 많은 아티스트들도 Hiphopplaya가 한국의 가장 크고 중요한 힙합 사이트임은 인정하나 소모적인 논쟁이 너무 많이 벌어진다는 의견이다. 예를 들어, 끊임없이 악플러들이 등장하여 Hiphopplaya를 이용하는 사람들의 눈살을 찌푸리게 하였으며, 디스 등 큰 사건이 터지면 그 일로 서로 편을 가르고 밑도 끝도 없이 논쟁을 하는 경우가 많다. 최근 Hiphopplaya는 이러한 의견을 받아들여 실명인증제, 고발제, 하루 최대 작성 글 수 제한 등등을 도입하였으나, 문제는 아직 완전히 사라지지 않고 있다.